# Бокийма
Боки́йма (укр. Бокійма) — село, центр Бокиймовской сельской общины Дубенского района Ровненской области Украины.
До 2020 года входило в Млиновский район.
Население по переписи 2001 года составляло 1480 человек. Почтовый индекс — 35162. Телефонный код — 3659. Код КОАТУУ — 5623880501.